# Gemophos viverratoides
Gemophos viverratoides là một loài ốc biển, là động vật thân mềm chân bụng sống ở biển trong họ Buccinidae.

## Phân bố
Loài này phân bố ở vùng biển Châu Âu.